# Golden Globe de la meilleure série télévisée musicale ou comique

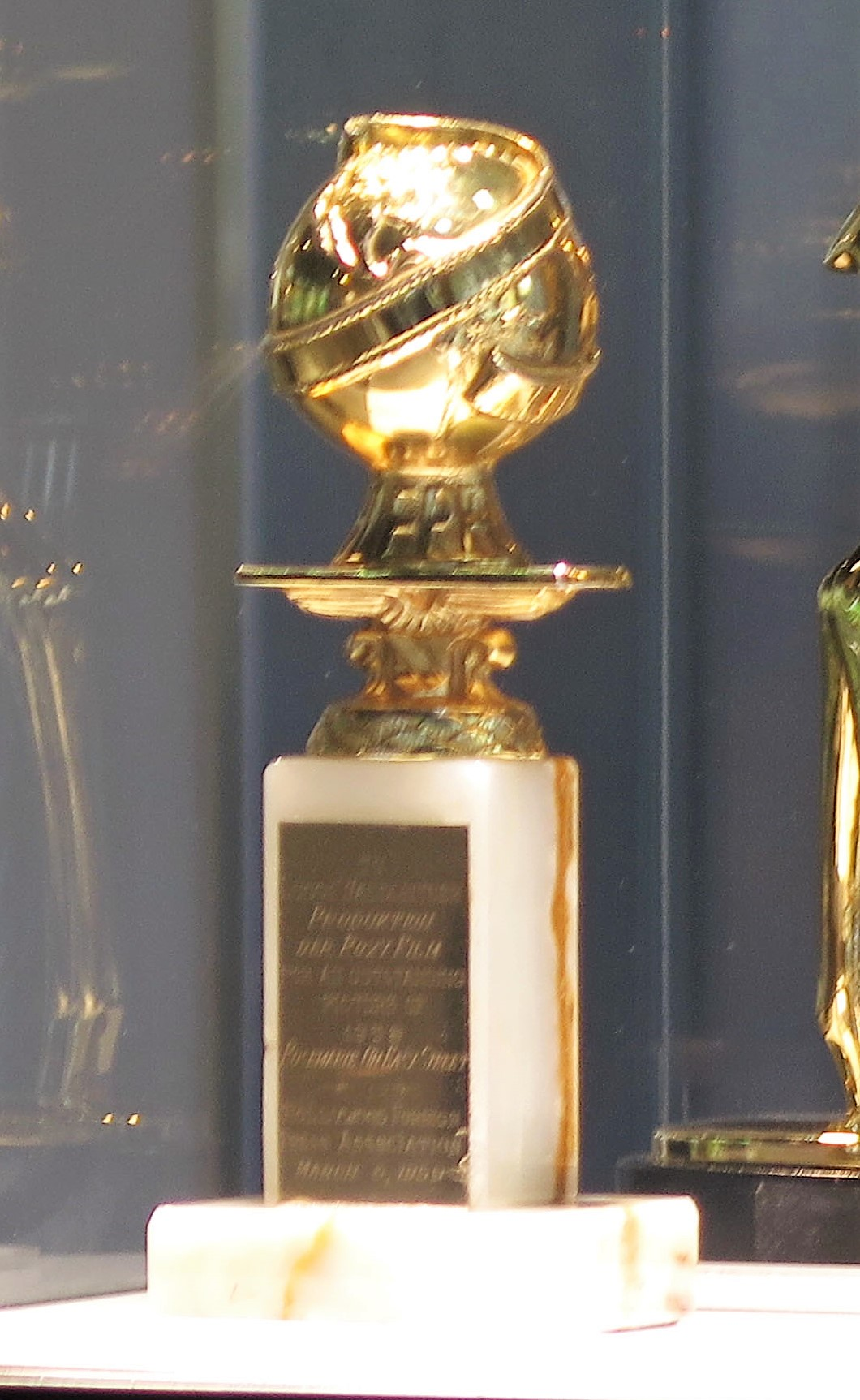
Golden Globe

Le Golden Globe de la meilleure série télévisée musicale ou comique (Golden Globe Award for Best Television Series – Musical or Comedy) est une récompense télévisuelle décernée depuis 1963 par la Hollywood Foreign Press Association.
Cette récompense est née de la scission du Golden Globe de la meilleure série télévisée décerné de 1962 à 1969. Deux récompenses distinctes ont été décernées en 1963-1964, Golden Globe de la meilleure série télévisée comique (Television Series - Comedy) et Golden Globe de la meilleure série télévisée musicale (Television Series - Variety), avant d'être fusionnées à partir de 1970.
2 Golden Globes de la meilleure émission spéciale musicale ou de variétés (Television Special - Variety or Musical) ont été exceptionnellement décernés en 1973 et 1982.

## Palmarès
Note : le symbole « ♕ » rappelle le gagnant de l'année précédente (si nomination).

### Années 1960
De 1963 à 1964 : 2 catégories : Meilleure série télévisée comique et Meilleure série télévisée musicale.
- 1963 :
  - Meilleure série télévisée comique : Mr. Ed
  - Meilleure série télévisée musicale : The Dick Powell Show (en)
- 1964 :
  - Meilleure série télévisée comique : The Dick Van Dyke Show
    - The Beverly Hillbillies
    - The Bob Hope Show
    - The Jack Benny Show
    - The Red Skelton Hour

  - Meilleure série télévisée musicale : The Danny Kaye Show
    - The Andy Williams Show
    - The Garry Moore Show
    - The Judy Garland Show
    - The Tonight Show
- 1965 à 1969 : Non attribué : voir Golden Globe de la meilleure série télévisée

### Années 1970
Depuis 1970 : scission du Golden Globe de la meilleure série télévisée : Meilleure série télévisée dramatique et Meilleure série télévisée musicale ou comique.
- 1970 : The Governor and J.J.
  - The Carol Burnett Show
  - Love, American Style
  - The Glen Campbell Goodtime Hour
  - Rowan & Martin's Laugh-In
- 1971 : The Carol Burnett Show
  - The Courtship of Eddie's Father
  - Cher oncle Bill (Family Affair)
  - The Glen Campbell Goodtime Hour
  - The Partridge Family
- 1972 : All in the Family
  - The Carol Burnett Show
  - The Flip Wilson Show
  - The Mary Tyler Moore Show
  - The Partridge Family
- 1973 :
  - Meilleure série télévisée musicale ou comique : All in the Family ♕
    - The Mary Tyler Moore Show
    - M*A*S*H
    - Maude
    - The Sonny and Cher Comedy Hour

  - Meilleure émission spéciale musicale ou de variétés : Léonard de Vinci
    - The Undersea World of Jacques Cousteau pour l'épisode "Forgotten Mermaids".
    - Playhouse 90 pour "Look Homeward Angel" special.
    - The 1972 Summer Olympics
    - The Search for the Nile
- 1974 : All in the Family ♕
  - The Carol Burnett Show
  - The Mary Tyler Moore Show
  - Sanford and Son
  - The Sonny and Cher Comedy Hour
- 1975 : Rhoda
  - All in the Family
  - The Carol Burnett Show
  - Maude
  - The Mary Tyler Moore Show
- 1976 : Barney Miller
  - All in the Family
  - The Carol Burnett Show
  - Chico and The Man
  - The Mary Tyler Moore Show
- 1977 : Barney Miller ♕
  - Happy Days
  - Laverne et Shirley (Laverne & Shirley)
  - The Carol Burnett Show
  - Donny and Marie
  - M*A*S*H
- 1978 : All in the Family
  - Laverne et Shirley (Laverne & Shirley)
  - Happy Days
  - Barney Miller ♕
  - The Carol Burnett Show
- 1979 : Taxi
  - All in the Family ♕
  - Alice
  - Three's Company
  - La croisière s'amuse (The Love Boat)

### Années 1980
- 1980 : (ex æquo) Alice et Taxi ♕
  - M*A*S*H
  - The Associates
  - La croisière s'amuse (The Love Boat)
- 1981 : Taxi ♕
  - La croisière s'amuse (The Love Boat)
  - M*A*S*H
  - Soap
  - Alice ♕
- 1982 : 
  - Meilleure série télévisée musicale ou comique :
    - M*A*S*H
      - Barbara Mandrell and the Mandrell Sisters
      - La croisière s'amuse (The Love Boat)
      - Private Benjamin (en)
      - Taxi ♕

  - Meilleure émission spéciale musicale ou de variétés :
    - The Kennedy Center Honors: A Celebration
      - The Kennedy Center Honors: A Celebration of the Performing Arts
      - Diana
      - Lily: Sold Out
      - A Lincoln Center Special: Beverly!
- 1983 : Fame
  - Taxi
  - Cheers
  - M*A*S*H
  - Love, Sidney
- 1984 : Fame ♕
  - Cheers
  - Newhart
  - Taxi
  - Buffalo Bill
- 1985 : Cosby Show (The Cosby Show)
  - Fame ♕
  - Cheers
  - Aline et Cathy (Kate and Allie)
  - The Jeffersons
- 1986 : Les Craquantes (The Golden Girls)
  - Cosby Show (The Cosby Show) ♕
  - Clair de lune (Moonlighting)
  - Aline et Cathy (Kate and Allie)
  - Sacrée Famille (Family Ties)
- 1987 : Les Craquantes (The Golden Girls) ♕
  - Cosby Show (The Cosby Show)
  - Clair de lune (Moonlighting)
  - Sacrée Famille (Family Ties)
  - Cheers
- 1988 : Les Craquantes (The Golden Girls) ♕
  - Frank's Place
  - Sacrée Famille (Family Ties)
  - Flic à tout faire (Hooperman")
  - Clair de lune (Moonlighting)
  - Cheers
- 1989 : Les Années coup de cœur (The Wonder Years)
  - Roseanne
  - Murphy Brown
  - Les Craquantes (The Golden Girls) ♕
  - Cheers

### Années 1990
- 1990 : Murphy Brown
  - Les Années coup de cœur (The Wonder Years) ♕
  - Cheers
  - Femmes d'affaires et dames de cœur (Designing Women)
  - La Maison en folie (Empty Nest)
  - Les Craquantes (The Golden Girls)
- 1991 : Cheers
  - Les Craquantes (The Golden Girls)
  - Femmes d'affaires et dames de cœur (Designing Women)
  - Mariés, deux enfants (Married… with Children)
  - Murphy Brown ♕
- 1992 : Brooklyn Bridge
  - Les Craquantes (The Golden Girls)
  - Murphy Brown
  - Evening Shade
  - Cheers ♕
- 1993 : Roseanne
  - Brooklyn Bridge ♕
  - Cheers
  - Evening Shade
  - Murphy Brown
- 1994 : Seinfeld
  - Coach
  - Frasier
  - Papa bricole (Home Improvement)
  - Roseanne ♕
- 1995 : Dingue de toi (Mad About You)
  - Frasier
  - Une maman formidable (Grace Under Fire)
  - Papa bricole (Home Improvement)
  - Seinfeld ♕
- 1996 : Cybill
  - Frasier
  - Friends
  - Dingue de toi (Mad About You) ♕
  - Seinfeld
- 1997 : Troisième planète après le Soleil (3rd Rock from the Sun)
  - Frasier
  - Friends
  - The Larry Sanders Show
  - Dingue de toi (Mad About You)
  - Seinfeld
- 1998 : Ally McBeal
  - Troisième planète après le Soleil (3rd Rock from the Sun) ♕
  - Frasier
  - Friends
  - Seinfeld
  - Spin City
- 1999 : Ally McBeal ♕
  - Dharma et Greg (Dharma and Greg)
  - Frasier
  - Voilà ! (Just Shoot Me!)
  - Spin City

### Années 2000
- 2000 : Sex and the City
  - Ally McBeal ♕
  - Dharma et Greg (Dharma and Greg)
  - Spin City
  - Will et Grace (Will and Grace
- 2001 : Sex and the City ♕
  - Ally McBeal
  - Frasier
  - Malcolm (Malcolm in the Middle)
  - Will et Grace (Will & Grace)
- 2002 : Sex and the City ♕
  - Friends
  - Ally McBeal
  - Frasier
  - Will et Grace (Will & Grace)
- 2003 : Larry et son nombril (Curb Your Enthusiasm)
  - Friends
  - Les Simpson (The Simpsons)
  - Sex and the City ♕
  - Will et Grace (Will & Grace)
- 2004 : The Office
  - Arrested Development
  - Monk
  - Sex and the City
  - Will et Grace (Will and Grace)
- 2005 : Desperate Housewives
  - Arrested Development
  - Entourage
  - Sex and the City
  - Will et Grace (Will and Grace)
- 2006 : Desperate Housewives ♕
  - Larry et son nombril (Curb Your Enthusiasm)
  - Entourage
  - Tout le monde déteste Chris (Everybody Hates Chris)
  - Earl (My Name is Earl)
  - Weeds
- 2007 : Ugly Betty
  - Desperate Housewives ♕
  - Entourage
  - The Office
  - Weeds
- 2008 : Extras
  - 30 Rock
  - Californication
  - Entourage
  - Pushing Daisies
- 2009 : 30 Rock
  - Californication
  - Entourage
  - The Office
  - Weeds

### Années 2010
- 2010 : Glee
  - 30 Rock ♕
  - Entourage
  - Modern Family
  - The Office (US)
- 2011 : Glee ♕
  - 30 Rock ♙
  - The Big Bang Theory
  - The Big C
  - Modern Family ♙
  - Nurse Jackie
- 2012 : Modern Family ♙
  - Enlightened
  - Episodes
  - Glee ♕
  - New Girl
- 2013 : Girls
  - The Big Bang Theory
  - Episodes ♙
  - Modern Family ♕
  - Smash
- 2014 : Brooklyn Nine-Nine
  - The Big Bang Theory
  - Girls ♕
  - Modern Family
  - Parks and Recreation
- 2015 : Transparent
  - Girls
  - Jane the Virgin
  - Orange Is the New Black
  - Silicon Valley
- 2016 :  Mozart in the Jungle
  - Casual
  - Orange Is the New Black
  - Silicon Valley
  - Transparent
  - Veep
- 2017 : Atlanta
  - Black-ish
  - Mozart in the Jungle
  - Transparent
  - Veep
- 2018 : The Marvelous Mrs. Maisel
  - Black-ish
  - Master of None
  - SMILF
  - Will et Grace
- 2019 : La Méthode Kominsky (The Kominsky Method)
  - Barry
  - The Good Place
  - Kidding
  - Mme Maisel, femme fabuleuse (The Marvelous Mrs. Maisel)

### Années 2020
- 2020 : Fleabag
  - Barry
  - La Méthode Kominsky (The Kominsky Method)
  - Mme Maisel, femme fabuleuse (The Marvelous Mrs. Maisel)
  - The Politician
- 2021 : Bienvenue à Schitt's Creek (Schitt's Creek)
  - The Flight Attendant
  - The Great
  - Emily in Paris
  - Ted Lasso
- 2022 : Hacks
  - The Great
  - Ted Lasso
  - Only Murders in the Building
  - Reservation Dogs
- 2023 : Abbott Elementary
  - The Bear
  - Hacks
  - Only Murders in the Building
  - Mercredi
- 2024 : The Bear
  - Abbott Elementary
  - Barry
  - Jury Duty
  - Only Murders in the Building
  - Ted Lasso
- 2025 : Hacks
  - Abbott Elementary
  - The Bear
  - Nobody Wants This
  - Only Murders in the Building
  - The Gentleman

## Récompenses et nominations multiples

### Récompenses multiples
4 : All in the Family
3 : Sex and the City, Les Craquantes
2 : Glee, Desperate Housewives, Ally McBeal, Fame, Taxi, Barney Miller